# Juan Bautista González
Juan Bautista González (Huete, Conca, juliol de 1554 - Madrid, 5 d'octubre de 1616) va ser un frare de l'Orde de la Mercè, on va prendre el nom de religió de Juan Bautista del Santísimo Sacramento. Va reformar l'orde i fundà l'Orde dels Pares Descalços de la Mare de Deú de la Mercè en 1603. És venerat com a beat al si de l'orde mercedari.

## Vida
Juan González Alcázar va néixer a Huete (Conca) durant els primers dies de juliol de 1554. Era el quart dels cinc fills de Juan González i Juliana Alcázar, quedant orfe de pare als dos anys.
En acabar els estudis de Gramàtica, va voler seguir les passes de dos germans grans, que s'havien fet mercedaris: al final de 1571 va ingressar al convent d'Olmedo, on hi havia el seu germà Cristóbal; va professar-hi el 7 de juny de 1573.
En la línia d'altres reformes d'ordes religiosos de l'època (els carmelites descalços o els franciscans descalços, entre d'altres), impulsades pel Concili de Trent, el jove sentia el desig que l'orde havia de canviar i tornar al rigor original de la regla, permetent una vida comunitària de major austeritat i espiritualitat, però sense trencar amb la comunitat existent. La seva vida virtuosa i el seu rigor en l'aplicació de la regla causaren l'admiració dels seus companys.

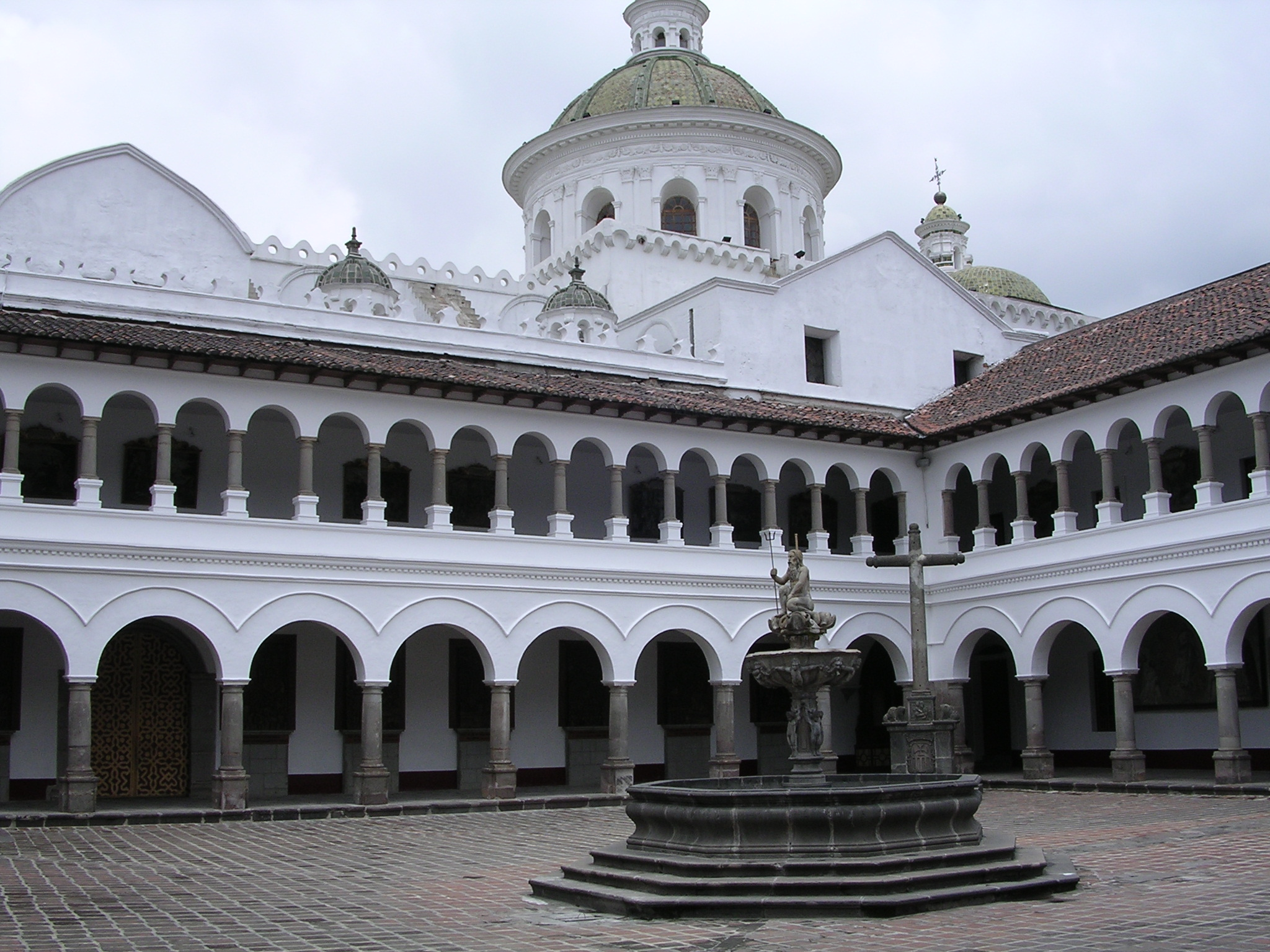
Claustre del convent de la Mercè de Quito, on J. Bautista González va intentar establir una comunitat reformada.

Va anar en 1581 al Perú, acompanyant el vicari general de l'orde, on va ser fins al 1591. Allí va intentar de fundar una casa mercedària reformada al convent mercedari de Quito i, després, a Lima. Tot i tenir el suport del bisbe Toribio de Mogrovejo, el vicari s'hi oposà, ja que no es volia que l'orde tingués cap divisió, com havia passat amb la reforma de l'orde carmelità. A més, l'austeritat volguda pels observants es veia com un càstig i no com una vocació. En 1590 va ser enviat com a rector al poble de Guamantaga, proper a Lima, on va dur a terme tasques d'apostolat entre els indígenes.
Va ser nomenat sagristà de la capella de Nuestra Señora del Remedio, al convent mercedari de Santa Bárbara de Madrid, i hi torna en 1591. De camí, va passar per Mèxic, on va consultar amb l'ermità Gregorio López el seu projecte de reforma.
Durant els anys noranta, l'orde va rebre pressions per part d'alguns grups de frares desitjosos de viure una vida més austera en el si de l'orde i de què hi hagués una reforma. El mestre general Francisco Zumel va fer que dos convents, els de Segòvia i Cazorla, servissin com a cases de recol·lecció, on poguessin practicar aquest tipus de vida. Això, però, no acontentà les demandes, cada cop més nombroses.

## Fundació de l'orde
- Article principal: Mercedaris descalços

Cap al final de 1602, el mestre general Alonso de Monroy va cedir i va prometre al papa que permetria els moviments de reforma de l'orde. Juan Bautista González, llavors, va veure que el seu projecte de reforma podia tenir suport. Amb l'autorització del mestre general Monroy i la protecció de Beatriz Ramírez de Mendoza, comtessa de Castellar, van agrupar-se en convents on se seguia una interpretació estricta de les normes de les constitucions, situats a les terres de la comtessa: a El Viso, prop de Sevilla i Almoraima, a la diòcesi de Cadis.
El 26 d'abril de 1603 es va presentar el projecte de reforma al capítol general de l'Orde de la Mercè, a Guadalajara, on va ser aprovat.
El 8 de maig de 1603, el frare mercedari Juan Bautista González (en religió, Juan Bautista del Santísimo Sacramento), amb altres companys—Luis de Jesús María (Luis de Escobar), Juan de San José (Juan Maroto) i, l'endemà, Miguel de las Llagas (Miguel de Arribas), Sebastián de San José (Sebastián Guerra) i Francisco de la Madre de Dios (Francisco Hortelano)--, a la capella de Nuestra Señora de los Remedios de Santa Bárbara, van prendre l'hàbit descalç; llavors va canviar el seu nom pel de Joan Baptista del Santíssim Sagrament. Mentre els nous convents no estaven preparats, els frares van viure al palau de la comtessa, a Ribas del Jarama, prop de Madrid.
Un cop obtinguda la llicència per a la fundació del primer convent, a Almoraima, Juan Bautista va encaminar-s'hi el 29 de setembre de 1603, amb Miguel de las Llagas, García de San Juan i Gonzalo de San Vicente, mentre que Juan de San José i Luis de Jesús María s'encarregarien de negociar el permís per a la fundació d'El Viso.

## Fets posteriors
A la fundació del desert de l'Almoraima van seguir: El Viso, Ribas del Jarama, Rota, Huelva i Santa Bárbara, a Madrid. Mentrestant, va promulgar-se la butlla del papa Pius V que autoritzava la reforma: era el 6 d'agost de 1607.
El fundador va exercir com a comanador del convent de l'Almoraima i, després, del de Ribas i, finalment, del de Santa Bárbara de Madrid. Va ser confessor i director espiritual de la beata Mariana de Jesús. Va morir, en olor de santedat, el 5 d'octubre de 1616 al convent de Santa Bárbara.
Proclamat venerable és venerat com a beat al si de l'orde mercedari; la seva festivitat en els oficis d'aquest orde és el 5 d'octubre.